# Raoul Warocqué
Pour les articles homonymes, voir Warocqué.

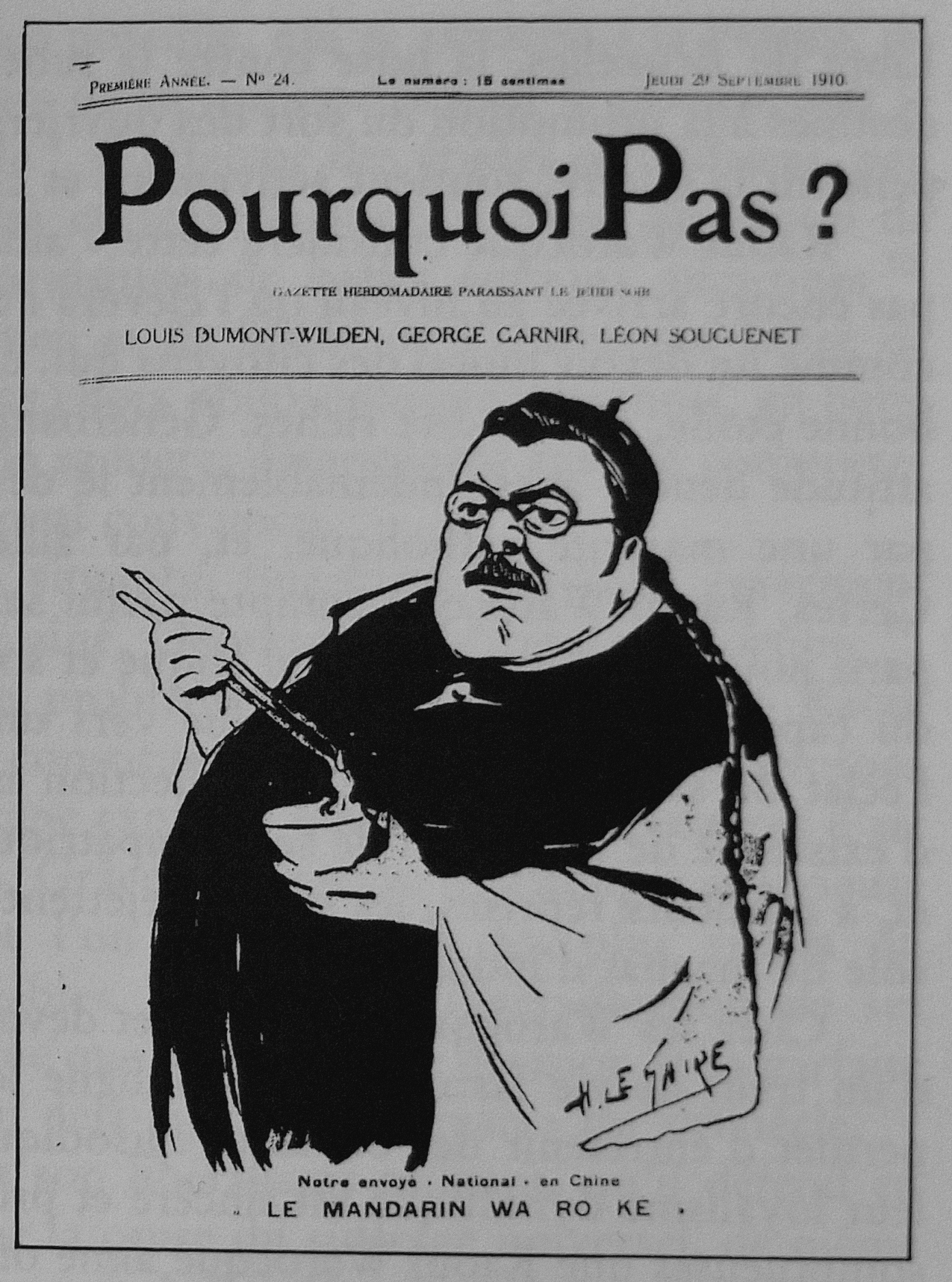
Carricature parue dans Pourquoi pas ? en 1910.

Raoul Warocqué (Bruxelles, 4 février 1870 - idem, 28 mai 1917) est un homme d'affaires et homme politique belge, dont la famille occupa une position dominante dans l'industrie charbonnière belge dès le début du XIXe siècle. Il incarne la tendance sociale et philanthropique, quelquefois qualifiée de paternaliste, de certains patrons de cette époque.

## Biographie
Raoul Warocqué est le fils d'Arthur Warocqué (1835–1880), le petit-fils d'Abel Warocqué (1805-1864) et l'arrière petit-fils de Nicolas Warocqué (1773-1838), à l'origine de la fortune de la famille. Son frère était Georges Warocqué (1860-1899).
Conseiller provincial du Hainaut de 1896 à 1900, il est bourgmestre de Morlanwelz et membre de la Chambre des représentants de Belgique de 1900 à 1917.
En 1899, il fonde l'Institut commercial Warocqué à Mons, devenue aujourd'hui la Faculté Warocqué d'Economie et de Gestion de l'Université de Mons.
Raoul Warocqué, qui avait déjà créé à Morlanwelz une crèche (1901), une maternité (1907) et un orphelinat (1910), proposa de construire un athénée , non pas en face du collège Saint-Joseph, comme le proposaient certains, plus exaltés, mais sur «  le plateau de Montaigu ».
Raoul Warocqué a pu être photographié sur l'escalier de sa demeure en compagnie de la plupart des ambassadeurs de Chine en Europe, indice de la puissance industrielle de la Wallonie à cette époque.
Il assura la présidence de la Chambre de commerce sino-belge fondée par l'éminent diplomate et sinologue Charles Michel.
Raoul Warocqué a été choisi comme un des cents wallons du siècle, par l'Institut Jules Destrée, en 1995.
Il était un libéral progressif et franc-maçon, ainsi qu'un grand penseur.

## La succession de Raoul Warocqué
Grand voyageur et collectionneur avisé, Raoul Warocqué fait don à son décès de sa propriété à Morlanwelz à l'État belge. Celle-ci est devenue le domaine de Mariemont où, après l'incendie du château en 1960, fut construit un bâtiment moderne pour recevoir les collections diverses du mécène wallon : le Musée royal de Mariemont.
Parmi les trésors artistiques du musée se trouve une riche et unique collection de porcelaine de Tournai, une importante collection extra-européenne, notamment des objets provenant de Chine, ainsi que des vases et des statues de la civilisation hellénique mais aussi une collection d'objets archéologiques égyptiens constituée par Albert Daninos Pacha, archéologue antiquaire, après son voyage en Égypte en 1912.
Quant au reste de son immense fortune il institua comme son héritier son ami Léon Guinotte.

## Représentation artistique
Personnalité publique de renom, Raoul Warocqué a été portraitisé par les artistes suivants :
- Jules Cran, huile sur toile ;
- Godefroid Devreese, sculpture en marbre, 1911 ;
- Louis Greuze, gravure, 1911.